# Новософт
Novosoft (Новософт) — российская ИТ-компания, специализирующаяся на разработке программного обеспечения и системной интеграции. Расположена в Новосибирском Академгородке.

## История создания
Novosoft (ООО Новософт) был официально зарегистрирован в 1998 году Владимиром Ващенко в г. Новосибирске. В 2001 году в Новософте работало около 500 человек. По оценкам Гартнера Новософт входил в пятерку крупнейших ИТ компаний России.
Новософт является зарегистрированной торговой маркой компании ООО Новософт, единоличным владельцем которой является Владимир Ващенко.

## Распад компании
К 2001-му году компания Новософт была одной из лидирующих компаний в области офшорного программирования на Российском рынке и активно пробовала себя на рынке собственных продуктов. Однако после кризиса доткомов 2001 года количество заказов у компании резко упало, что вскрыло значительные противоречия в руководстве. В конечном итоге это привело к уходу части менеджмента, которые вместе с собой уводили других сотрудников и ключевых клиентов. Фактически компания распалась на несколько более мелких компаний, некоторые из которых продолжали использовать в своём названии имя Новософт. К примеру таких «наследников» компании Новософт можно отнести такие компании, как Axmor Software, Inteks, Технологика.

## Обучение
В 2000 году Новософт участвовал в создании факультета информационных технологий Новосибирском государственном университете. Каждый год факультет принимает около 120 новых студентов. С 2000 по 2002 год Новософт «спонсировал» обучение более половины из них (при заключении договора отработки в компании стоимости обучения, после его окончания). Затем спонсорская поддержка была прекращена, но факультет оказался весьма востребованным и сейчас существует независимо от Новософта, по-прежнему принимая новых студентов.

## Проекты
Новософт успешно выполнил более тысячи проектов различного размера. Заказчиками Новософта в разное время были IBM, Міcrosoft, Sun, HP и др.
В июне 2005 года ООО «Новософт» удалось успешно реализовать и внедрить Систему Управления Метрологическим Оборудованием Архивная копия от 12 января 2007 на Wayback Machine на ГМК «Норильский никель». Заказ оказался достаточно крупным, чтобы дать новый толчок в развитии компании.

## Текущее состояние
На данный момент ООО «Новософт развитие» (Novosoft LLC) развивает несколько решений (решение для резервного копирования Handy Backup, ПО для автоматизации метрологической деятельности - АСОМИ) и занимается системной интеграцией.